# JD.com
JD.com Incorporation (кит. 京东商城, Jīngdōng Shāngchéng, «Цзиндун») — китайская публичная компания, занимающаяся электронной коммерцией (главным образом онлайн-торговлей), а также логистикой, розничной торговлей и маркетингом. Является одним из крупнейших торговцев в китайском сегменте B2C, B2B и O2O (вторая по величине китайская площадка электронной коммерции и услуг после холдинга Alibaba Group). Штаб-квартира расположена в Пекине. Основателем и совладельцем JD.com является один из богатейших миллиардеров Китая Лю Цяндун.
JD.com входит в число пятидесяти крупнейших компаний мира и 15-ти крупнейших компаний Китая по величине выручки. По итогам 2021 года оборот компании составил 147,5 млрд долларов, рыночная стоимость — 98 млрд долларов, а активы — 78,16 млрд долларов. По состоянию на 2022 год JD.com имела более 580 млн активных клиентских аккаунтов, более 1,4 тыс. складских комплексов общей площадью свыше 25 млн м² и 56 «умных» логистических парков общей площадью свыше 13 млн м². Около 90 % всех заказов платформы доставляются клиентам в тот же день или на следующий день.

## История

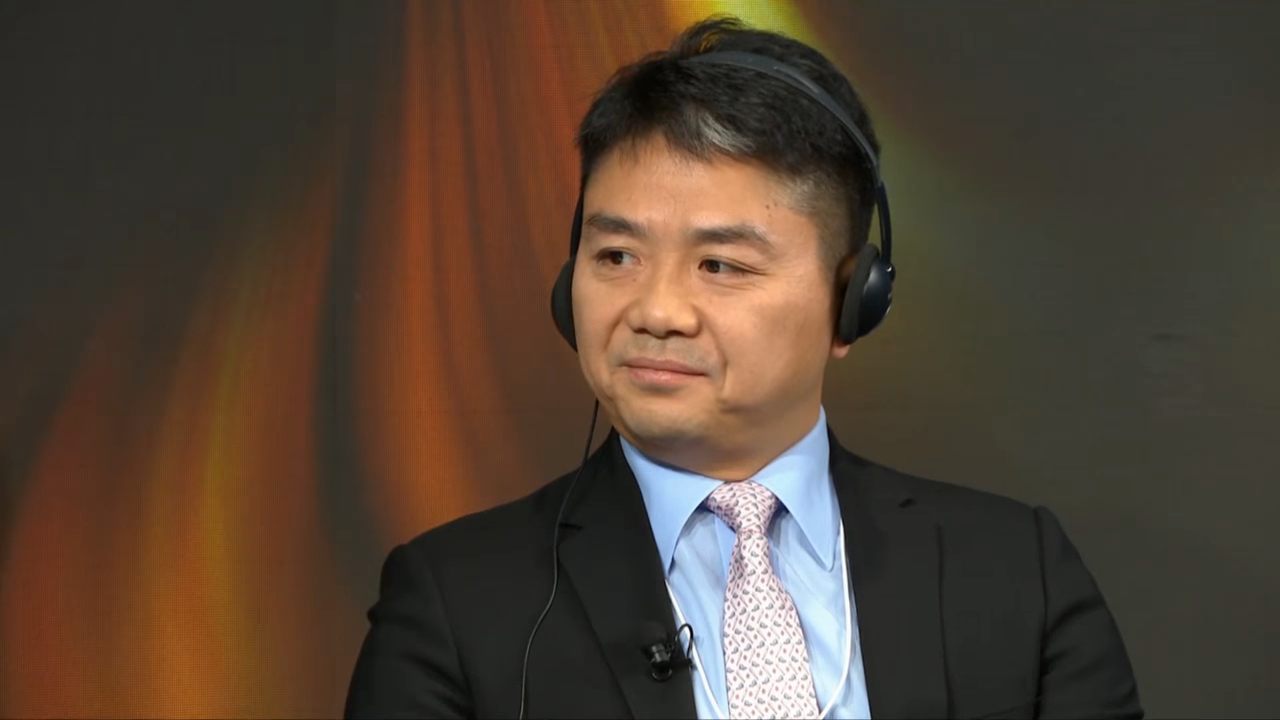
Лю Цяндун

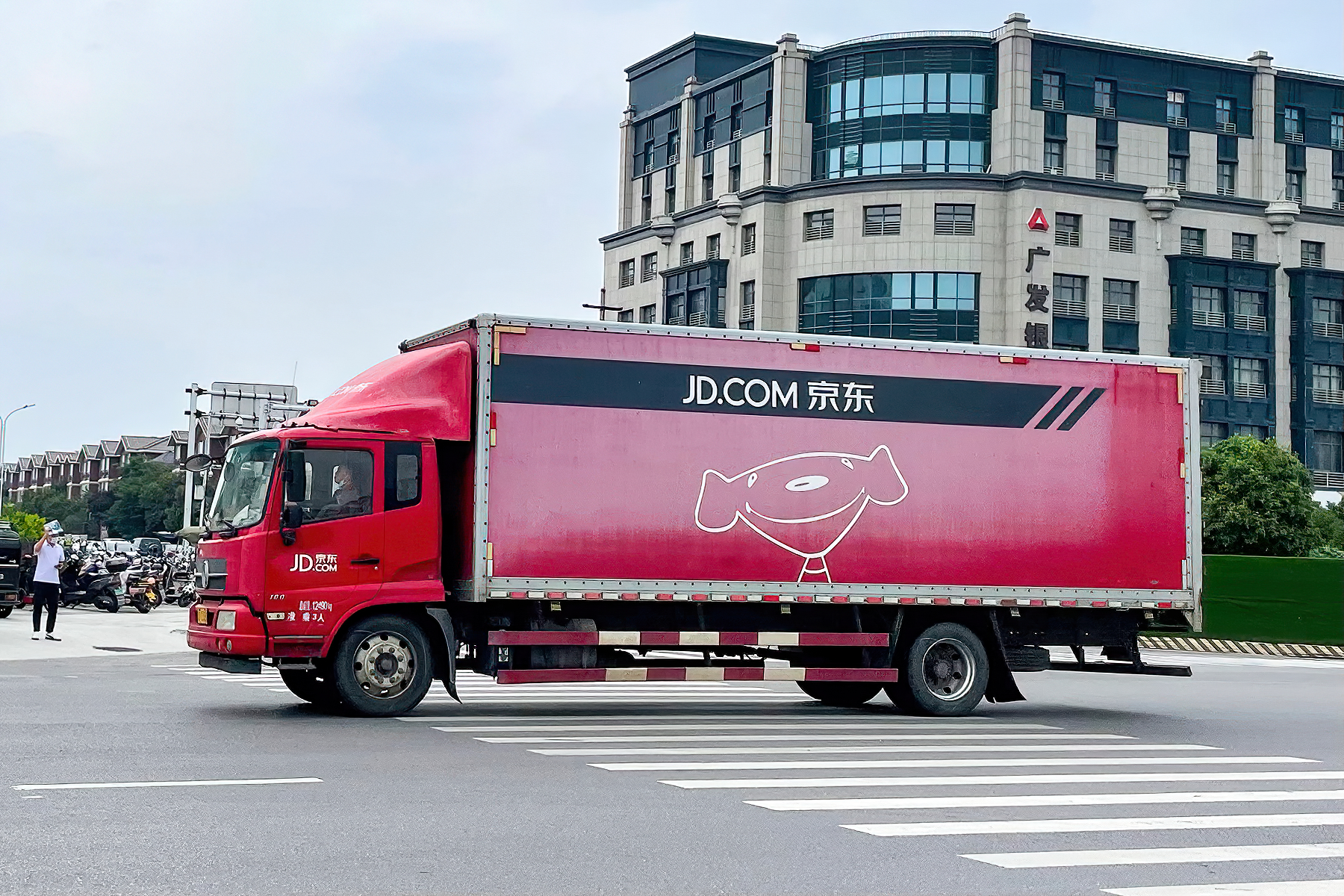
Грузовик доставки JD.com

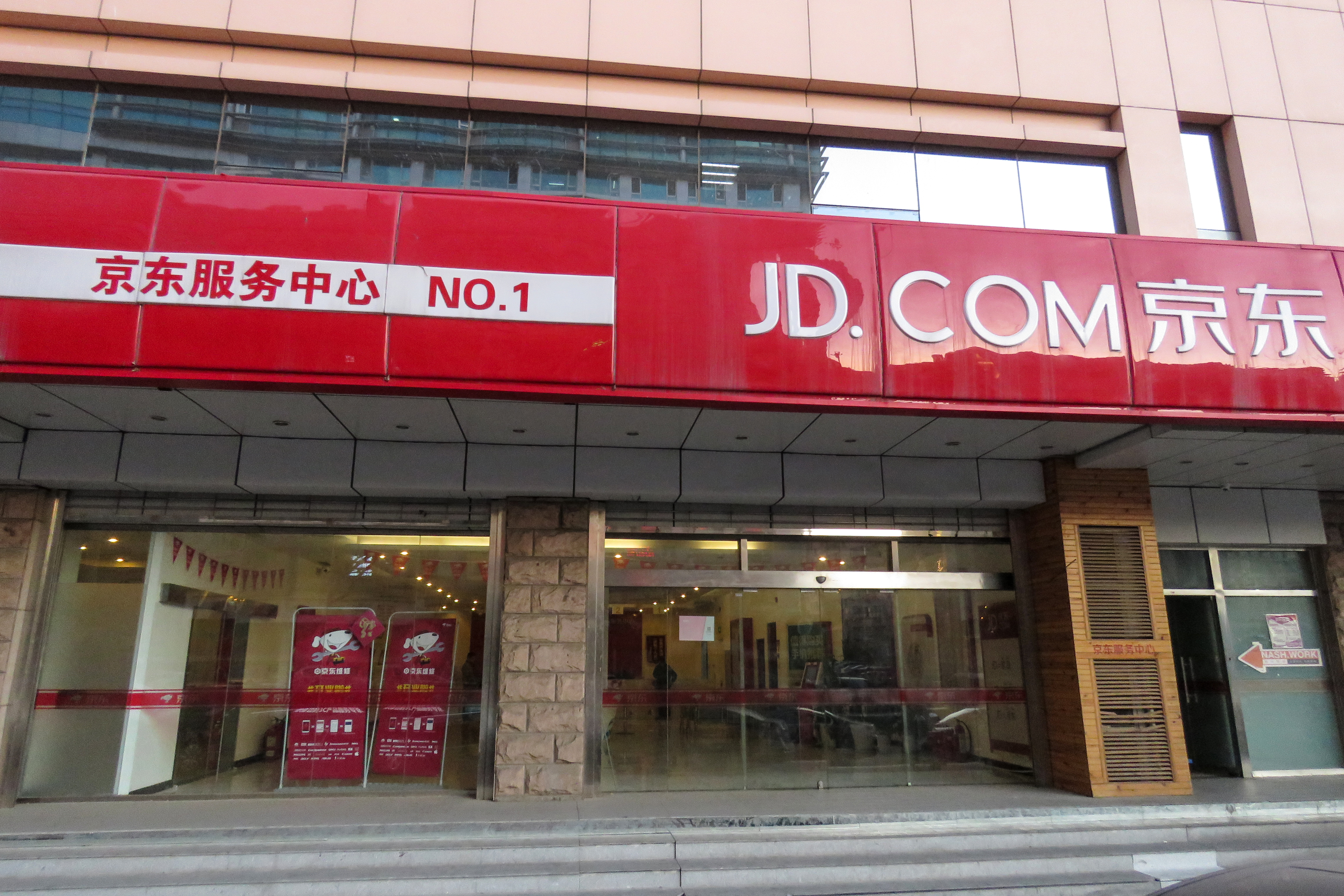
Сервисный центр JD.com

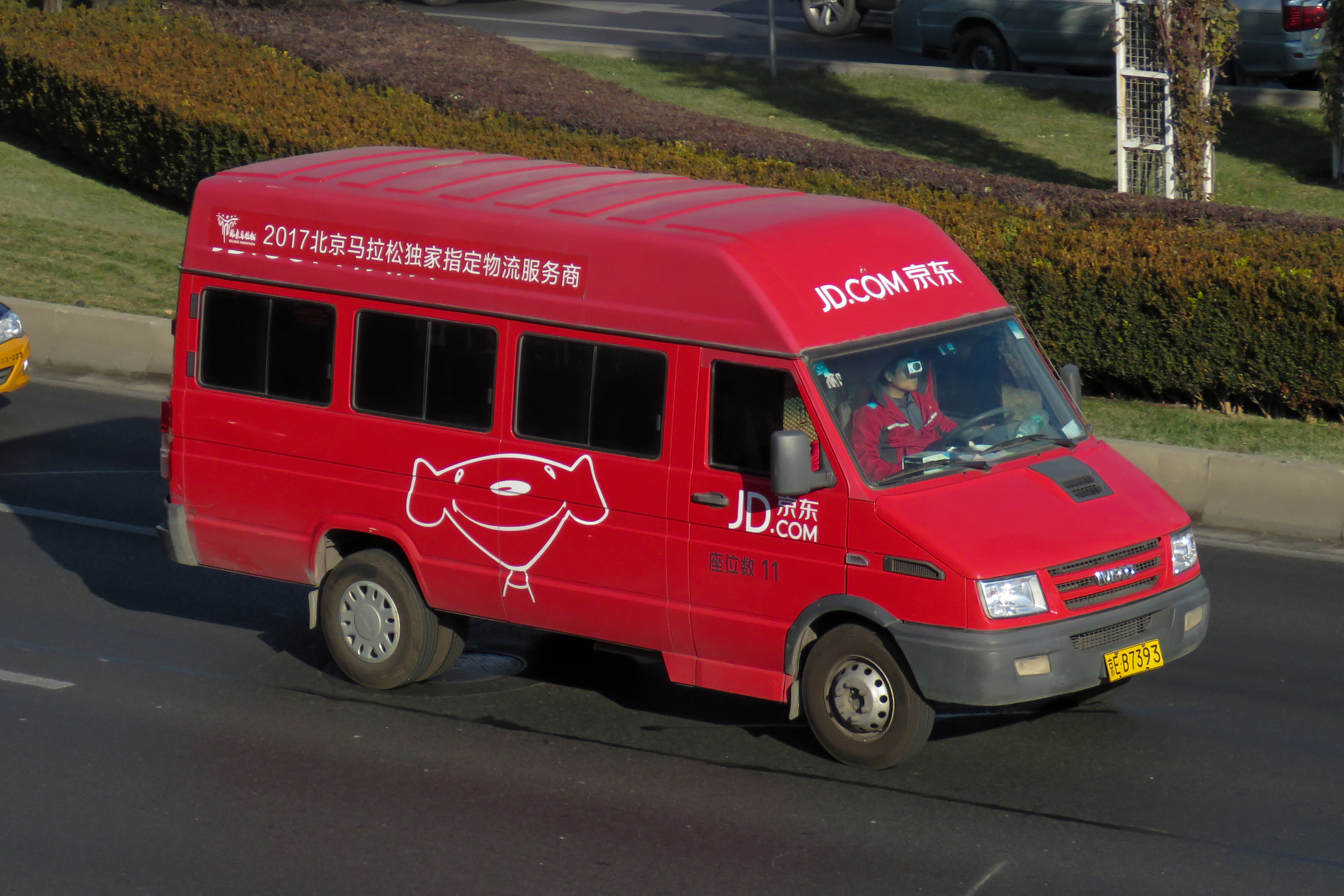
Машина доставки JD.com

Компания JD Multimedia была основана Лю Цяндуном (Ричардом Лю) в июне 1998 года в пекинском районе Чжунгуаньцунь. Изначально она торговала аудио- и видеодисками, затем расширила ассортимент, продавая бытовую электронику, мобильные телефоны, персональные компьютеры и прочие товары. Когда в 2003 году в Китае вспыхнула эпидемия SARS, Лю решил продавать товары через Интернет. В январе 2004 года Лю закрыл свой магазин и запустил интернет-магазин jdlaser.com.
В январе 2006 года открылось подразделение компании в Шанхае, а в январе 2007 года — в Гуанчжоу. В июне 2007 года начал работу сайт 360buy.com, а компания была переименована в Jingdong Mall. Тогда же Ричард Лю начал создавать собственную логистическую сеть, обслуживающую клиентов интернет-магазина. В октябре 2008 года JD Mall начала предлагать широкий ассортимент товаров, преобразовав бизнес от продажи электроники до полноценной платформы электронной коммерции. В октябре 2010 года был запущен собственный маркетплейс для сторонних брендов. Международная торговля была начата компанией в октябре 2012 года, с запуском англоязычного веб-сайта en.360buy.com.
В марте 2013 года компания изменила адрес сайта на JD.com, а в октябре 2013 года была основана дочерняя финтех-компания JD Finance. По итогам 2013 года общий объём оборота товаров на платформе JD.com впервые превысил 100 млрд юаней, составив 125,5 млрд юаней (20,7 млрд долларов США). В марте 2014 года интернет-компания Tencent с целью создания конкуренции холдингу Alibaba Group приобрела 15 % долю в JD.com; кроме того, Tencent передала JD.com ряд своих активов и предоставила эксклюзивный доступ к платформам WeChat и Mobile QQ. В мае 2014 года JD.com провела IPO на американской бирже Nasdaq, в ходе которого рыночная стоимость компании была оценена в 28 млрд долларов. В июле 2014 года JD Finance запустила крупнейшую в Китае краудфандинговую платформу. В октябре 2014 года в Шанхае был введён в эксплуатацию крупнейший в Азии полностью автоматизированный склад JD.com.
В марте 2015 года JD Finance запустила сервис по привлечению частного капитала в китайские стартапы. В апреле 2015 года открылась платформа JD Worldwide, предоставившая доступ китайским потребителям к импортным товарам. В июне 2015 года открылся русскоязычный сайт JD.com. В июне 2016 года американская группа Walmart передала JD.com свой интернет-магазин Yihaodian, в обмен получив 5 % акций самой JD.com. Сделка оценивалась в 1,5 млрд долл. После этого началось тесное сотрудничество онлайн-платформы JD.com с супермаркетами Walmart. В июне 2017 года JD.com инвестировала в онлайн-магазин люксовой одежды Farfetch.
В январе 2018 года JD.com открыла свою сеть высокотехнологичных супермаркетов 7Fresh. По состоянию на конец 2019 года в JD.com работало более 220 тыс. сотрудников. По итогам 2019 года выручка JD.com выросла на 24,9 % и составила 576,9 млрд юаней (82,9 млрд долл. США); валовая стоимость товаров, проданных на площадке, составила 2,08 трлн юаней (+ 24,4 % в годовом исчислении); чистая прибыль составила 10,7 млрд юаней (+ 211 %); число активных клиентских аккаунтов выросло на 18,6 % до 362 млн.
В апреле 2020 года компания провела дополнительное размещение своих акций на Гонконгской фондовой бирже. В декабре 2020 года на той же бирже были размещены акции дочерней компании JD Health, а в мае 2021 года — дочерней компании JD Logistics.
В первом квартале 2020 года чистая выручка JD.com выросла на 20,7 % в годовом исчислении и составила 146,2 млрд юаней (около 20,61 млрд долл. США). Чистый доход за указанный период составил 52,5 млрд юаней, увеличившись на 38,2 % в годовом исчислении. Число активных клиентов JD.com составило 387,4 млн. По состоянию на середину 2020 года JD.com имела 17 млн м² складских помещений по всему миру. В октябре 2020 года Ping An Bank и JD.com запустили совместную кредитную карту. В марте 2021 года компания JD Property привлекла инвестиции от Hillhouse Capital Group и Warburg Pincus.
В 2021 году JD Property приобрела контрольный пакет акций компании China Logistics Property Holdings. По итогам 2021 года выручка компании JD Logistics увеличилась на 43 % и составила 104,7 млрд юаней (16,4 млрд долларов). В марте 2022 года JD Logistics приобрела за 1,42 млрд долларов 66,5 % акций Deppon Logistics, которая входила в число крупнейших логистических компаний Китая. На момент приобретения Deppon Logistics имела 30 тыс. сервисных пунктов, 143 перевалочные базы и 15 тыс. транспортных средств.
В конце июля 2025 года JD.com объявила об инвестициях в немецкие торговые сети Media Markt и Saturn (в результате сделки будут приобретены 31,7 % акций сети).

## Деятельность

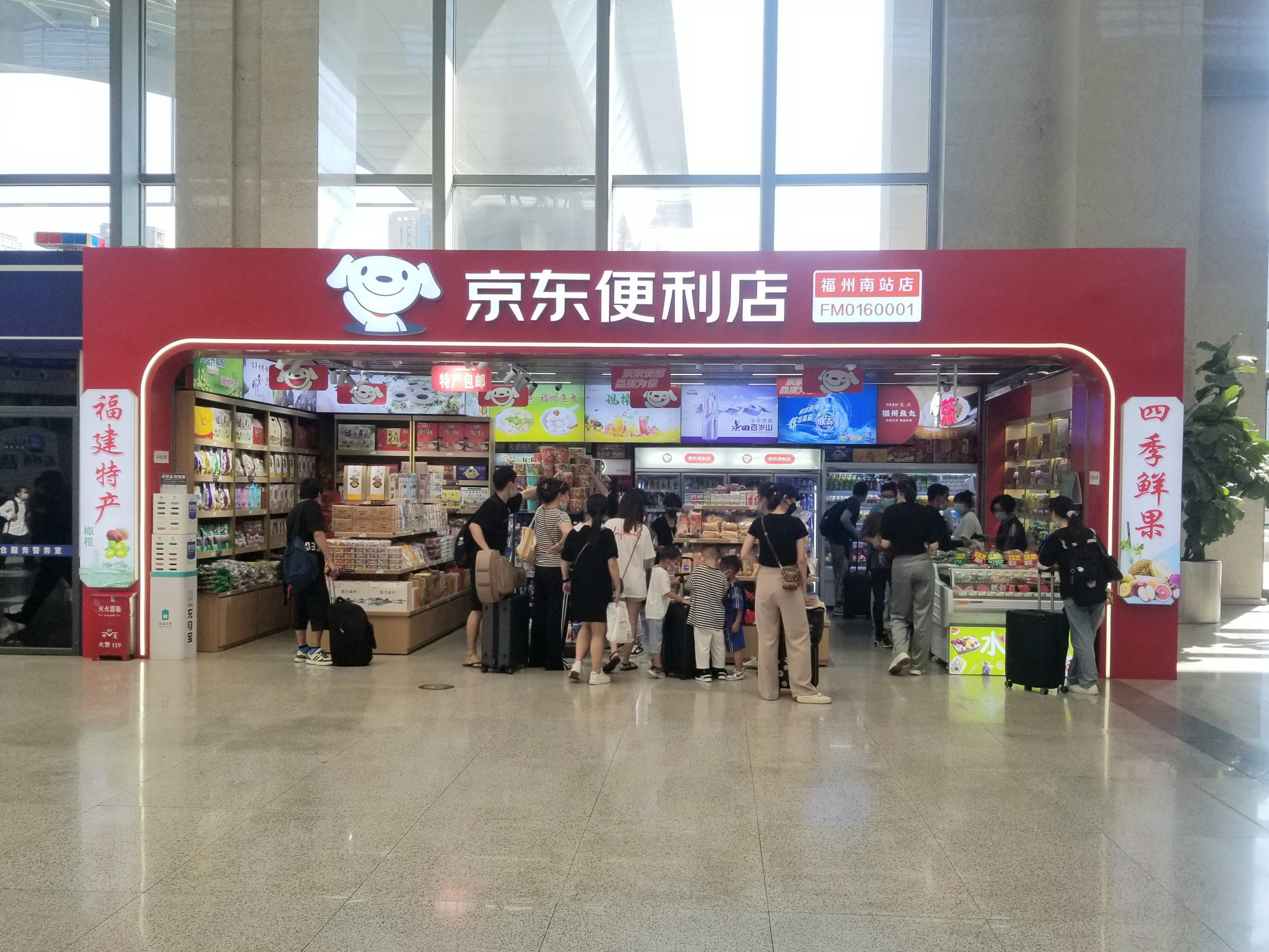
Мини-маркет JD.com

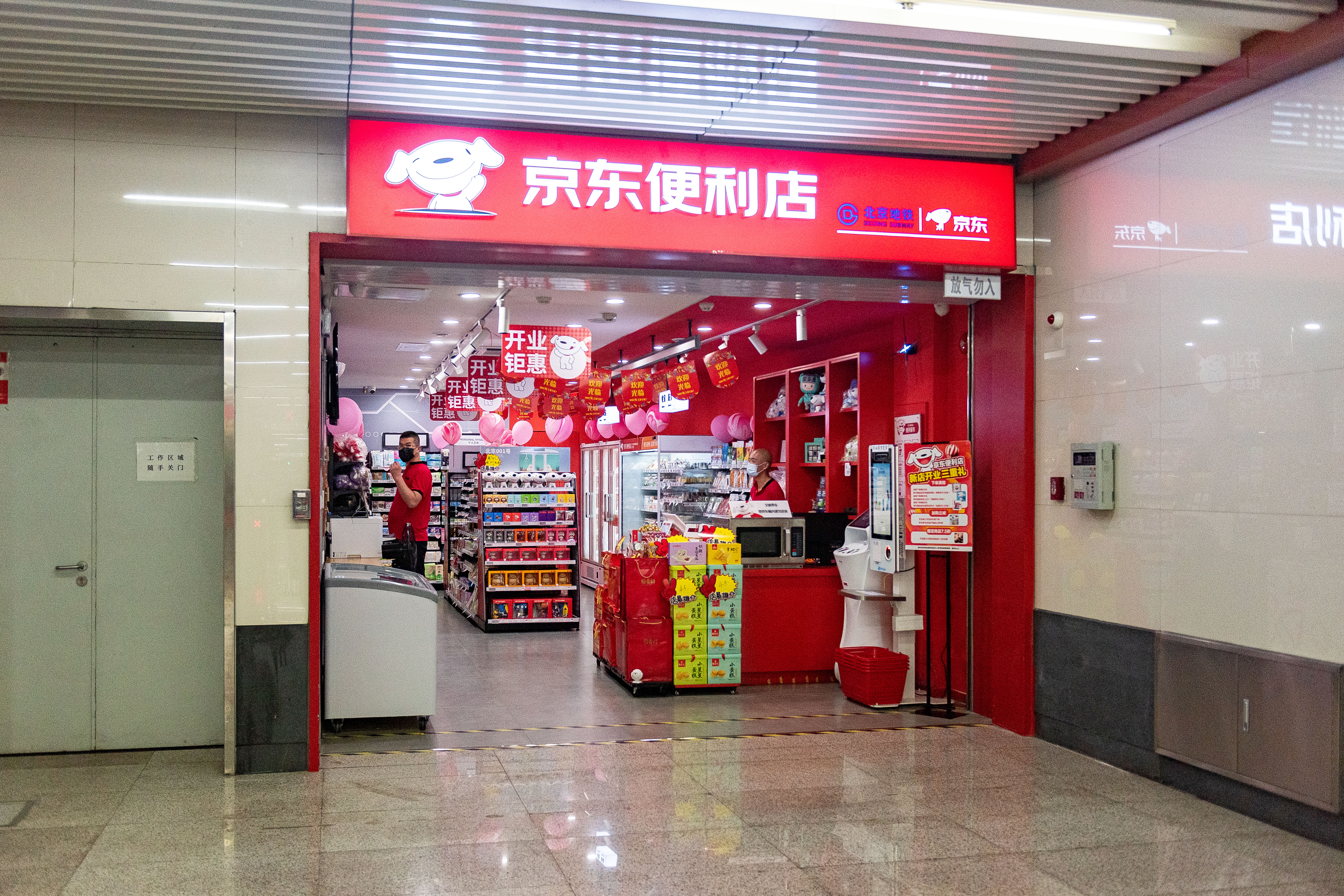
Мини-маркет сети JD.com

Группа JD.com работает в следующих секторах:
- Электронная коммерция: веб-сайт и мобильные приложения JD.com являются ведущей платформой онлайн-торговли Китая, которая имеет свыше 580 млн активных клиентов. Основными категориями товаров являются бытовая техника, электроника, одежда, обувь, аксессуары, мебель, товары повседневного спроса, свежие продукты питания, парфюмерия и косметика.
- Логистика: сеть доставки товаров на склады и распределения заказов со склада покупателям (включая краудсорсинговую логистику и поставки замороженных и охлаждённых товаров). Дочерняя компания JD Logistics занимается грузовыми перевозками между Китаем и странами мира[26].
- Розничная торговля: сети магазинов электроники и продуктовых супермаркетов, сети мини-маркетов на станциях метро и магазинов у дома.
- Облачные технологии, обработка больших данных, блокчейн, системы распознавания голоса и онлайн-платежи. В области облачных технологий JD.com занимает в Китае четвёртое место, уступая лишь Alibaba Group (46,4 % рынка), Tencent (18 %) и Baidu (8,8 %)[27][28].
- Научные исследования и передовые технологии: разработка поведенческих алгоритмов и «умных» логистических систем с применением искусственного интеллекта, машинного обучения, распознавания речи и компьютерного зрения, разработка полностью автоматизированных складов и магазинов, беспилотных летательных аппаратов и роботов-доставщиков. Ведущими учреждениями являются лаборатория логистики и автоматизации JD-X и лаборатория умных цепочек поставок JD-Y.
- Сервисные услуги: сеть сервисных центров, предоставляющих услуги по послепродажному техническому обслуживанию электроники, бытовых приборов и скутеров.
- Продажи кормов, лекарств, витаминов и средств гигиены для домашних животных, онлайн-консультации по здоровью и воспитанию домашних животных.
- Системы виртуальной и дополненной реальности для совершения онлайн-покупок.

Выручка за 2021 год составила 951,6 млрд юаней ($149,3 млрд), из них 51,8 % пришлось на продажу электроники и бытовой техники, 33,9 % — на другие потребительские товары, остальные 14,3 % пришлись на различные услуги (маркетплейс, маркетинг и логистику для сторонних компаний). Товары приобретаются у более, чем 40 тыс. поставщиков.
|                     | 2010   | 2011   | 2012   | 2013   | 2014   | 2015   | 2016   | 2017   | 2018   | 2019  | 2020  | 2021   |
| ------------------- | ------ | ------ | ------ | ------ | ------ | ------ | ------ | ------ | ------ | ----- | ----- | ------ |
| Оборот              | 8,583  | 21,13  | 41,38  | 69,34  | 115,0  | 181,3  | 260,1  | 362,3  | 462,0  | 576,9 | 745,8 | 951,6  |
| Чистая прибыль      | -1,161 | -2,944 | -3,317 | -2,485 | -12,95 | -9,108 | -3,807 | -0,153 | -2,492 | 12,18 | 49,41 | -3,560 |
| Активы              | 2,540  | 10,58  | 17,89  | 26,01  | 66,49  | 85,02  | 160,4  | 184,1  | 209,2  | 259,7 | 422,3 | 496,5  |
| Собственный капитал | -0,431 | 2,784  | 1,665  | 2,067  | 37,50  | 30,58  | 33,89  | 52,04  | 59,77  | 81,86 | 187,5 | 208,9  |

## Дочерние структуры

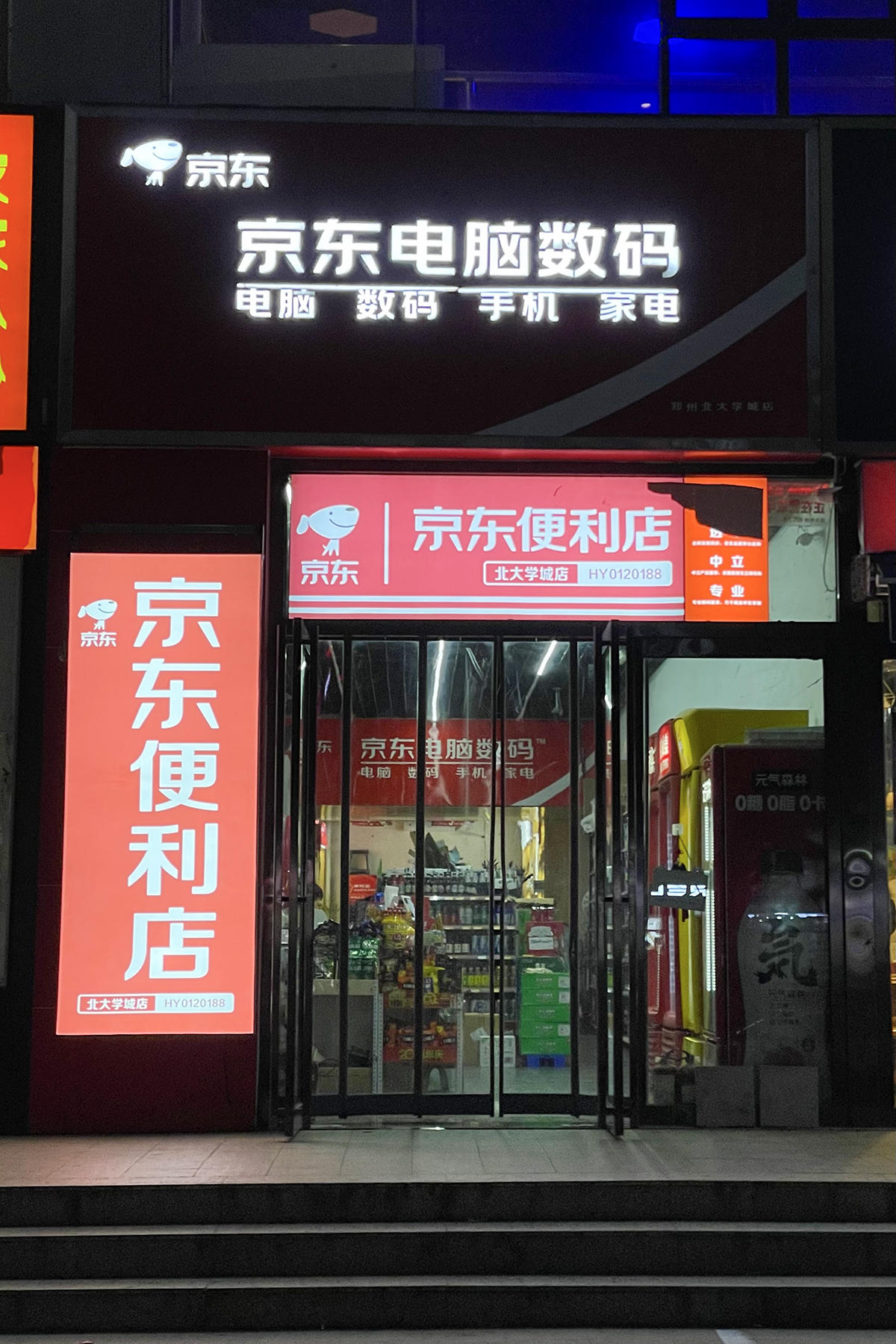
Магазин у дома в Чжэнчжоу

Юридически JD.com, Inc. является холдинговой компанией, зарегистрированной на Каймановых островах. Основные составляющие холдинга:
- JD Worldwide — платформа международной онлайн-торговли, позволяющая брендам со всего мира напрямую продавать свои товары китайским потребителям.
  - Joybuy — международная B2B платформа.
  - JD.com Overseas — международная платформа электронной коммерции.
  - JD Global Sales — международная платформа электронной коммерции[31].
  - JD Luxury — платформа онлайн-торговли, специализирующаяся на люксовых брендах.
  - J Shop — платформа онлайн-торговли, специализирующаяся на товарах для активного отдыха, спорта и туризма.
  - Jingxi — платформа для групповых покупок.
- JD Logistics — логистическое подразделение JD.com. По состоянию на 2022 год компания имела более 1400 складов общей площадью свыше 25 млн м² (в том числе холодные склады в 37 городах общей площадью более 600 тыс. м²), более 7200 станций доставки и более 200 тыс. курьеров в Китае, а также более 80 складов за рубежом.
  - JD Logistics Open Warehouse — платформа, позволяющая бронировать складские помещения через облачные сервисы компании.
  - Asia No.1 — сеть «умных» логистических парков в городах Шанхай, Сучжоу, Уси, Шэньчжэнь, Дунгуань, Пекин, Ланфан, Циндао, Чанша.
- JD Retail — розничное подразделение JD.com.
  - E-Space — сеть магазинов электроники и умных гаджетов.
  - 7Fresh — сеть продуктовых супермаркетов.
- JD Technology — подразделение JD.com, занимающееся информационными технологиями и цифровыми услугами.
  - JD AI Research Institute — исследовательский центр в области искусственного интеллекта.
- JD Cloud — подразделение JD.com, занимающееся облачными услугами.
- JD Finance — подразделение JD.com, занимающееся инвестициями в стартапы и краудфандинговыми услугами.
- JD Property Group — подразделение JD.com, управляющее активами в сфере недвижимости и инфраструктуры (склады, логистические и промышленные парки, дата-центры, солнечные электростанции).
  - Jade Palace Hotel (Пекин).
- JD Security — подразделение JD.com, обеспечивающее безопасные покупки и расчёты (безопасность учётных записей, больших данных и мобильных устройств).
- JD Health — подразделение JD.com, которое занимается продажей лекарств, пищевых добавок, детского, диетического и спортивного питания, оптики, а также товаров и услуг для питания и здоровья домашних животных.
  - JD Pharmacy — розничная фармацевтическая платформа и сервис онлайн-консультаций в области здравоохранения, онлайн-диагностики и телемедицины.
- JD Travel — платформа по бронированию туров, отелей и билетов.
- JD Consumption and Industry Development Research Institute — подразделение JD.com, которое занимается исследованиями в области потребления и производства.
- JD E-Commerce Industry College — подразделение JD.com, которое занимается обучением в сфере электронной торговли.
- JD Gaming — спортивная организация, управляющая профессиональными командами киберспортсменов.
- JD Foundation — благотворительное подразделение JD.com, занимающееся образованием, охраной окружающей среды, борьбой с бедностью, а также оказывающее помощь в случае стихийных бедствий.

### Зарубежные активы
- Tiki.vn — крупнейшая компания электронной коммерции во Вьетнаме[32].
- PT Jingdong Indonesia Pertama (JD.ID) — одна из крупнейших компаний электронной коммерции в Индонезии[33].
- JD Central (JDC) — одна из крупнейших компаний электронной коммерции в Таиланде[34].
- Farfetch — крупнейший британский онлайн-магазин люксовых брендов.
- Сеть складов и сервисных центров на Тайване, во Вьетнаме, Лаосе, Камбодже, Таиланде, Малайзии, Сингапуре, Индонезии, ОАЭ, Великобритании, Нидерландах, Германии, Польше, США, Бразилии и Австралии.
- Сеть логистических парков во Вьетнаме[35].
- Сеть автоматизированных магазинов Ochama в Нидерландах[36].
- Сеть магазинов электроники E-Space в Индонезии[37].
- Центр исследований и разработок в Санта-Кларе.

## Акционеры
Среди крупнейших акционеров JD.com — Лю Цяндун (15,8 %), китайский интернет-гигант Tencent (15 %), американский розничный гигант Walmart (12,1 %), гонконгская инвестиционная компания Hillhouse Capital Group, американская инвестиционная компания Tiger Global Management (3,62 %), американский хедж-фонд Lone Pine Capital (1,64 %), американская инвестиционная компания Invesco Advisers (1,27 %) и американская компания по управлению активами Dodge & Cox (1,13 %).
Номинальным держателем акций, которые обращаются на бирже в США, является Deutsche Bank Trust Company Americas. В марте 2022 года компания Tencent распространила принадлежавшие ей акции JD.com среди своих акционеров, сократив таким образом свою долю до 2,3 %.

## Руководство
Лю Цяндун является председателем совета директоров и крупнейшим акционером компании.
Лэй Сю в апреле 2022 года занял пост главного исполнительного директора (CEO), до этого он был президентом JD.com; в компании с 2007 года.
В совет директоров в качестве независимого директора с 2021 года входит Каролина Шойфеле (Caroline Scheufele), президент швейцарской часовой и ювелирной компании Chopard.

## Происшествия
В октябре 2015 появились сообщения об утечке с JD.com персональных данных нескольких тысяч российских клиентов, в том числе их телефонов и адресов.